# 장이식
장이식(腸移植, 영어: intestine transplantation 또는 intestinal transplantation)은 만성 및 급성 장부전의 경우 소장을 수술적으로 대체하는 것이다. 소장이식(小腸移植, 영어: small bowel transplantation)이라고도 한다. 장부전은 종종 비경구 영양(PN)과 같은 대체 요법으로 치료될 수 있지만, 비경구 영양 관련 간질환 및 단장 증후군과 같은 합병증으로 인해 장이식이 유일한 실행 가능 옵션이 될 수 있다. 가장 희귀한 장기 이식 유형 중 하나인 장이식은 면역억제 요법, 수술 기술, 비경구 영양, 이식 전후 환자의 임상 관리의 개선으로 인해 치료 옵션으로 점점 더 널리 보급되고 있다.

## 같이 보기
- 소장
- 간질환